# Electronic Entertainment Expo 2004
L'Electronic Entertainment Expo 2004, communément appelé E3 2004, est la 10e édition de ce salon exclusivement consacré aux jeux vidéo. Il s'est tenu du 15 au 18 mai au Los Angeles Convention Center (LACC) à Los Angeles.
Voici la liste des nommés :
Note : MP signifie Multi Plates-formes et indique que le jeu sort sur plusieurs supports parmi : PC, PlayStation 2 (PS2), GameCube (NGC), Xbox ou autres.

## Meilleur jeu du salon
- Half-Life 2 (Valve/Vivendi Universal Games - PC)
- Halo 2 (Bungie/Microsoft - Xbox)
- Nintendo DS (Mobile Gaming System - Nintendo Co. Ltd)
- Sony PSP (Mobile Gaming System - Sony Computer Entertainment)
- Splinter Cell 3 (Ubisoft Montréal/Ubisoft - PC)

## Jeu le plus original
- Destroy All Humans! (Pandemic/THQ - PlayStation 2, Xbox)
- Donkey Kong Jungle Beat (Nintendo - GameCube)
- God of War (SCEA Santa Monica/SCEA - PlayStation 2)
- Jade Empire (Bioware/Microsoft - Xbox)
- Odama (Vivarium/Nintendo - GameCube)

## Meilleur jeu PC
- Half-Life 2 (Valve/Vivendi Universal Games - PC)
- Le Seigneur des Anneaux : la Bataille pour la Terre du milieu (EA/Electronic Arts - PC)
- Rome: Total War (Creative Assembly/Activision - PC)
- Sims 2 (Maxis/Electronic Arts - PC)
- Splinter Cell 3 (Ubisoft Montréal/Ubisoft - PC)

## Meilleur jeu console
- God of War (SCEA Santa Monica/SCEA - PlayStation 2)
- Halo 2(Bungie/Microsoft - Xbox)
- Jade Empire (Bioware/Microsoft - Xbox)
- Metroid Prime 2: Echoes (Retro Studios/Nintendo - GameCube)
- Resident Evil 4 (Capcom - GameCube)

## Meilleur Peripherique / Hardware
- Alienware Video Array Technology (Alienware - PC)
- Donkey Konga Bongo Drums (Nintendo - GameCube)
- Nintendo DS (Mobile Gaming System - Nintendo Co. Ltd)
- Phantom Gaming Service (Infinium Labs, Inc.)
- Sony PSP (Mobile Gaming System - Sony Computer Entertainment)

## Meilleur jeu d'action
- Doom 3 (Vicarious Visions/id/Activision - Xbox)
- F.E.A.R. (Monolith Productions/Vivendi Universal Games - PC)
- Half-Life 2 (Valve/Vivendi Universal Games - PC)
- Halo 2 (Bungie/Microsoft - Xbox)
- Metroid Prime 2: Echoes (Retro Studios/Nintendo - GameCube)

## Meilleur jeu d'action/aventure
- God of War (SCEA Santa Monica/SCEA - PlayStation 2)
- Prince of Persia 2 (Ubisoft Montréal/Ubisoft - All Systems)
- Resident Evil 4 (Capcom - GameCube)
- Ratchet and Clank: Up Your Arsenal (Insomniac Games/SCEA - PlayStation 2)
- Splinter Cell 3 (Ubisoft Montréal/Ubisoft - PC)

## Meilleur jeu de combat
- Def Jam: Fight for NY (EA Canada/EA - All Console Systems)
- Guilty Gear Isuka (Arc System Works/Sammy Studios - PlayStation 2)
- Mortal Kombat: Deception (Midway Games - PlayStation 2/Xbox)
- Rumble Roses (KCET/Konami - PlayStation 2)
- Street Fighter Anniversary Collection (Capcom - PlayStation 2/Xbox)

## Meilleur jeu de rôles
- Fable (Big Blue Box/Microsoft - Xbox)
- Final Fantasy XII (Square-Enix - PlayStation 2)
- Jade Empire (Bioware/Microsoft - Xbox)
- Star Wars: Knights of the Old Republic II: The Sith Lords (Obsidian/LucasArts - PC/Xbox)
- Vampire: The Masquerade - Bloodlines (Troika Games/Activision - PC)

## Meilleur jeu de course
- Burnout 3 (Criterion Games/Electronic Arts - PlayStation 2/Xbox)
- Enthusia Professional Racing (Konami - PlayStation 2)
- Forza Motorsport (Microsoft - Xbox)
- Gran Turismo 4 (Polyphony Digital/Sony Computer Entertainment - PlayStation 2)
- Street Racing Syndicate (Eutechnyx/Namco - All Console Systems)

## Meilleur jeu de simulation
- Full Spectrum Warrior (Pandemic/THQ - PC/Xbox)
- Pacific Fighters (1C/UbiSoft - PC)
- Sims 2 (Maxis/Electronic Arts - PC)
- The Movies (Lionhead Studios/Activision - All Platforms)
- The Urbz: Sims in the City (Maxis/Electronic Arts - All Console Systems)

## Meilleur jeu de sport
- ESPN NFL 2005 (Visual Concepts/ESPN Videogames - PS2/Xbox)
- FIFA Soccer 2005 (EA Sports/Electronic Arts - All Platforms)
- Madden NFL 2005 (EA Sports/Electronic Arts - All Platforms)
- Tiger Woods PGA Tour 2005 (EA Sports/Electronic Arts - All Platforms)
- Tony Hawk's Underground 2 (Neversoft/Activision - All Platforms)

## Meilleur jeu de stratégie
- Le Seigneur des Anneaux : la Bataille pour la Terre du milieu  (EALA/Electronic Arts - PC)
- Pikmin 2 (Nintendo - GameCube)
- Rome: Total War (Creative Assembly/Activision - PC)
- Warhammer 40,000: Dawn of War (Relic/THQ - PC)

## Meilleur jeu de puzzle
- Donkey Konga (Nintendo - GameCube)
- Donkey Kong Jungle Beat (Nintendo - GameCube)
- EyeToy: AntiGrav (Harmonix Music Systems/SCEA - PlayStation 2)
- Karaoke Revolution Volume 2 (Harmonix Music Systems/Konami - PlayStation 2)
- WarioWare: Touched! (Nintendo - Nintendo DS)

## Meilleur jeu multijoueurs online
- Battlefield 2 (Digital Illusions/EA Games - PC)
- EverQuest II (Sony Online Entertainment - PC)
- Halo 2 (Bungie/Microsoft - Xbox)
- Star Wars: Battlefront (Pandemic Studios/LucasArts - PC, PS2, Xbox)
- World of Warcraft (Blizzard/Vivendi Universal Games - PC)